# Otocarpus
Otocarpus là chi thực vật có hoa trong họ Cải.